# Engelbert Monnerjahn
Engelbert Monnerjahn (* 19. Januar 1922 in Dörth; † 20. September 1997 in Metternich) war ein deutscher Ordenspriester und Philosophiehistoriker.

## Leben
Monnerjahn trat am 24. September 1940 bei den Pallottinern ein, legte am 11. Oktober 1946 die Profeß ab und wurde am 9. Juli 1950 in Limburg an der Lahn zum Priester geweiht. Er promovierte in Kirchengeschichte bei Joseph Lortz. Von 1965 bis 1975 war er Mitarbeiter im internationalen Schönstatt-Werk in Vallendar. 

## Publikationen
- Giovanni Pico della Mirandola. Ein Beitrag zur philosophischen Theologie des italienischen Humanismus. Wiesbaden 1960 (= Veröffentlichungen des Instituts für abendländische Religionsgeschichte. Band 20).

| Personendaten    | Personendaten                                      |
| ---------------- | -------------------------------------------------- |
| NAME             | Monnerjahn, Engelbert                              |
| KURZBESCHREIBUNG | deutscher Ordenspriester und Philosophiehistoriker |
| GEBURTSDATUM     | 19. Januar 1922                                    |
| GEBURTSORT       | Dörth                                              |
| STERBEDATUM      | 20. September 1997                                 |
| STERBEORT        | Metternich                                         |